# Nova godina
Nova godina prvi je dan u kalendaru i prvi dan u godini. U gregorijanskomu kalendaru to je 1. siječnja. Po julijanskom kalendaru Nova godina dolazi trinaest dana kasnije. Židovska Nova godina (Roš hašana) počinje prvoga ili drugog dana 7. mjeseca (tišrija) te pada u rujnu ili listopadu. Doček Nove godine na tzv. Staru godinu ili Silvestrovo (31. prosinca, zadnji dan u godini) slavi se diljem svijeta. Često se po većim gradskim trgovima proslavlja vatrometom, pjevanjem i plesom te na kućnim domjencima.
U Katoličkoj Crkvi taj je dan svetkovina Marije Bogorodice.

## Povijest
U drevnom Egiptu prvi dan godine, koji je padao na dan izlaska Sothisa (zvijezde Sirius), 19. ili 20. srpnja slavio se pučkim i dvorskim svečanostima i žrtvama u čast božice Izide. Židovima je Nova godina bila dan »upisivanja čovjekove sudbine« pa se najavljivala puhanjem u trube i rogove (šofar i keren). Za Babilonce, Perzijance i Kineze, koji su smjenu godine računali po proljetnoj ravnodnevnici, Nova godina bila je blagdan pomlađenoga, proljetnog Sunca. Kod Starih Grka očetak godine također je bio vezan uz Sunčevo kretanje (u Atici uz ljetni, u Eoliji uz zimski suncostaj, a u Sparti uz jesensku ravnodnevnicu), ali nije bilo novogodišnjih svečanosti. Naprotiv, u antičkome Rimu nadolazak nove godine – za koji se isprva uzimao 1. ožujka, a od 153. pr. Kr. uzete su siječanjske kalende, tj. 1. siječnja – bio je dan sveopćega slavlja i veselja: toga se dana čestitalo, dijelili su se novogodišnji darovi (strenae) i priređivale bučne svečanosti u čast boga Jana. Kršćanstvo je dugo zaziralo od slavljenja prvosiječanjske Nove godine kao od poganskog običaja, pa su se u srednjem vijeku za početak godine uzimali kršćanski blagdani Blagovijest (25. ožujka) ili Božić (25. prosinca). Tek od 12. stoljeća Crkva prihvaća 1. siječnja kao početak Sunčeve godine, a liturgijska godina broji se od prve nedjelje Došašća (između 27. studenoga i 3. prosinca). Dok se proslava dana Nove godine – a i njegova predvečerja, Stare godine ili Silvestrova – u kulturnoj baštini romanskih i germanskih naroda zasniva na drevnoj tradiciji (pr. Hogmanay kod Škota), kod slavenskih naroda novogodišnji su običaji uglavnom novijega datuma i predstavljaju mješavinu stranih utjecaja s ostatcima kulta novorođenoga Sunca (»mlado ljeto«). U hrvatskoj folklornoj tradiciji na taj su se dan ponavljali badnjačko-božićni rituali i magijske radnje koje su trebale osigurati dobar urod i plodnost u idućoj (agrarnoj) godini: u nekim krajevima – primjerice Istri, Primorju i Dalmaciji – održavaju se i ophodi mladića s pjevanim čestitkama, tzv. kolendavanje. U Iranu i okolici slavi se Novruz.

## Vanjske poveznice
Sestrinski projekti
|  | Zajednički poslužitelj ima još gradiva o temi proslave Nove godine |